# Hamburger Hafen und Logistik
Hamburger Hafen und Logistik AG (HHLA), do roku 2005 Hamburger Hafen- und Lagerhaus-Aktiengesellschaft, předtím od roku 1885 Hamburger Freihafen-Lagerhaus Gesellschaft, HFLGje společnost založená v Hamburku. Patří pod ni několik terminálů v přístavu Hamburg.
HHLA patří terminály:
- CTA Container Terminal Altenwerder
- CTB Container Terminal Burchardkai
- CTT Container Terminal Tollerort

Jedním z nejmodernějších terminálů je CTA, kde jsou prováděny převozy kontejnerů pomocí autonomních podvozků (bez řidiče/obsluhy).
Zároveň začal terminál CTA používat elektrický pohon podvozků.
Pod skupinu HHLA patří intermodální operátor a silniční CTD. Dnes většina příjmů společnosti pochází z kontejnerové dopravy a souvisejících služeb.